# هانس فیشر
هانس فیشر (به آلمانی: Hans Fischer) (زاده ۲۷ ژوئیه ۱۸۸۱ - درگذشته ۳۱ مارس ۱۹۴۵) شیمیدان آلمانی بود که در سال ۱۹۳۰ برای تحقیقات درساختار سبزینه به ویژه برای سنتز همین موفق به دریافت جایزه نوبل شیمی شد.